# Білколовля

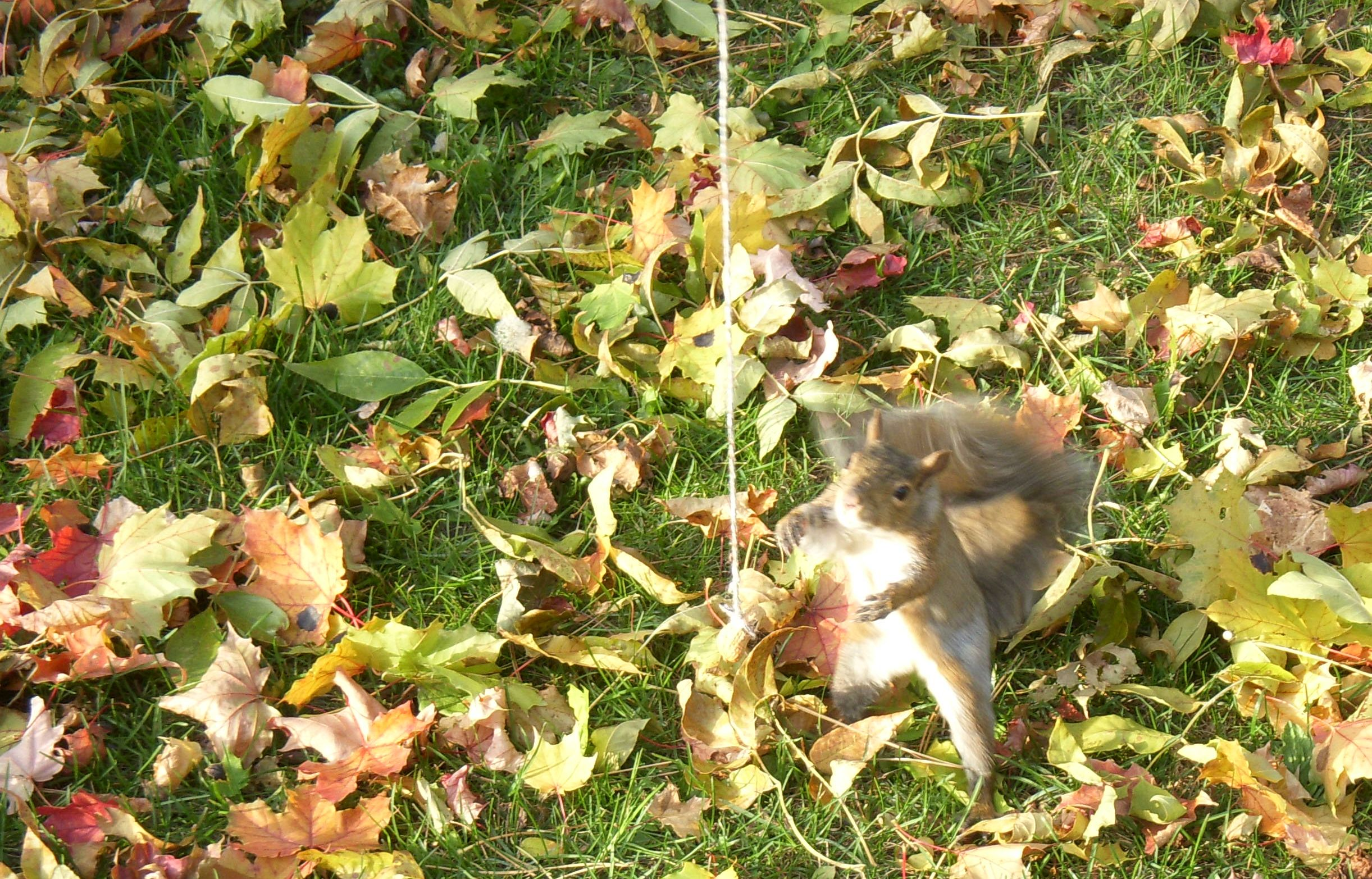
Ця білка якраз збирається зловити арахіс.

Білколовля (англ. Squirrel fishing) — спортивна практика «ловлі» білок і намагання підняти їх у повітря за допомогою горіха (бажано арахісу), прив'язаного до мотузки або волосіні, і за бажанням якоїсь вудки.
Були деякі дебати щодо того, звідки походить сучасна білколовля. Цю практику популяризували або Ніколас Глой та Ясухіро Ендо з Відділу інженерії та прикладних наук Гарвардського університету, або клуб Берклі Сквирел Фішер (BSF), офіційна студентська група Каліфорнійського університету в Берклі, яка була опубліковано в університетській газеті. Станом на  2009 рік Університет штату Огайо також мав клуб біловців. Мічиганський державний університет приєднався до традиції в 2015 році.
Білколовля у Сполучених Штатах відбулася принаймні ще в 1889 році.